# ケイシー・ジュニア
ケイシー・ジュニア(Casey Jr.)とは、ディズニー制作のアニメーション長編映画作品「リラクタント・ドラゴン」、「ダンボ」に出演した蒸気機関車。

## 概要
ケイシージュニアは車輪配置2-4-0 (ホワイト式分類)で正面に小型のカウキャッチャー、屋根に大きな煙突とランプ、小さなずんぐりしたボイラーとドーム、汽笛のある小さな2軸の炭水車をもった小型テンダー式蒸気機関車。
ケイシーの名前は、1900年に発生した列車の衝突事故で、最後まで運転台に残ってブレーキを引き続けたことで衝突に巻き込まれて殉職したが、それ以外の乗員乗客の命を救った英雄的行動で知られる機関士のケイシー・ジョーンズに由来する。

## 出演
リラクタント・ドラゴンでは、嵐によって壊れてしまった橋のせいで、とんでもない大事故を起こしてしまう。ダンボでは、サーカスで使用する列車として、テーマソングと共に走る。ダンボが人気者になったお祝いにおめかしをする。
実写版のダンボでは、顔の装飾がされており、一切喋らない。

## 性格
大らかでがんばりや。
動物好きである優しさがある。
船との取り合いのときは、生意気。

## テーマソング
- ダンボ
- ケイシー・ジュニア（Casey Junior）